# Micrablepharus maximiliani
Micrablepharus maximiliani — вид ящірок родини гімнофтальмових (Gymnophthalmidae). Мешкає в Південній Америці. Вид названий на честь німецького натураліста Максиміліана Від-Нойвіда.

## Поширення і екологія
Micrablepharus maximiliani мешкають в Бразилії (від південної Амапи до Рондонії, Сан-Паулу і Мату-Гросу-ду-Сул), на сході Болівії і в Парагваї, за деякими свідченнями також спостерігалися в Перу. Вони живуть в саванах серрадо, трапляються у вологих тропічних лісах і заростях Чако.